# Distrito electoral federal 2 de Guerrero
El II Distrito Electoral Federal de Guerrero es uno de los 300 Distritos Electorales en los que se encuentra dividido el territorio de México para la elección de diputados federales y uno de los 9 en los que se divide el estado de Guerrero. Su cabecera es las ciudad de Iguala de la Independencia.
Desde la distritación de 2017, el II Distrito se forma con nueve municipios: Atenango del Río, Buenavista de Cuéllar, Copalillo, Huitzuco de los Figueroa, Iguala de la Independencia, Pilcaya, Taxco de Alarcon, Tepecoacuilco de Trujano y Tetipac.

## Distritaciones anteriores

### Distritación 1996 - 2005
Entre 1996 y 2005 el segundo distrito de Guerrero se encontraba en la misma zona territorial, sin embargo su cabecera era la ciudad de Taxco de Alarcón y el municipio de Iguala no lo integraba, y en cambio si los de Buenavista de Cuéllar y Apaxtla.

### Distritación 2005 - 2017
El Distrito II de Guerrero está ubicado al norte del estado y se formó con los municipios de Cocula, Cuetzala del Progreso, General Canuto A. Neri, Iguala de la Independencia, Ixcateopan de Cuauhtémoc, Pedro Ascencio Alquisiras, Pilcaya, Taxco de Alarcón, Teloloapan y Tetipac.

## Diputados por el distrito
| Diputado                                | Grupo parlamentario | Legislatura            | Periodo     |
| --------------------------------------- | ------------------- | ---------------------- | ----------- |
| Ignacio Manuel Altamirano               | Liberal             | III                    | 1863 - 1865 |
| Lorenzo Elizaga                         |                     | IV                     | 1867 - 1868 |
| Guadalupe Calvillo                      |                     | V                      | 1869 - 1871 |
| Vacante                                 | Vacante             | VI                     | 1871 - 1873 |
| Rafael Franco                           |                     | VII                    | 1873 - 1875 |
| Francisco Guerrero Moctezuma (Suplente) |                     | VIII                   | 1875 - 1878 |
| Manuel Guillén                          |                     | IX                     | 1878 - 1880 |
| Sixto Moncada                           |                     | X                      | 1880 - 1882 |
| Manuel Guillén                          |                     | XI XII XIII XIV XV XVI | 1882 - 1894 |
| Julián Deloya (Suplente)                |                     | XVII                   | 1894 - 1896 |
| Marcelo León                            |                     | XVIII                  | 1896 - 1898 |
| Carlos Flores                           |                     | XIX                    | 1898 - 1900 |
| Ramón Cosío González                    |                     | XX                     | 1900 - 1902 |
| Adolfo Fenochio                         |                     | XXI XXII               | 1902 - 1906 |
| Vacante                                 | Vacante             | XXIII                  | 1906 - 1908 |
| Adolfo Fenochio                         |                     | XXIV XXV               | 1908 - 1912 |
| Rafael del Castillo                     |                     | XXVI                   | 1912 - 1913 |
| Fidel R. Guillén                        |                     | Constituyente          | 1916 - 1917 |
| Pedro Uruñuela                          |                     | XXVII                  | 1917 - 1918 |
| Ignacio Pérez Vargas                    |                     | XXVIII                 | 1918 - 1920 |
| Fidel R. Guillén                        |                     | XXIX                   | 1920 - 1922 |
| Ignacio Pérez Vargas                    |                     | XXX                    | 1922 - 1924 |
| Camerino T. Ocampo                      |                     | XXXI                   | 1924 - 1926 |
| José Castilleja                         |                     | XXXII                  | 1926 - 1928 |
| Adrián Gómez                            |                     | XXXIII                 | 1928 - 1930 |
| Luis Cruz Manjarrez                     |                     | XXXIV                  | 1930 - 1932 |
| Dionisio Mendiola Flores                |                     | XXXV                   | 1932 - 1934 |
| Rufino Salgado R.                       |                     | XXXVI                  | 1934 - 1937 |
| Galo Soberón y Parra                    |                     | XXXVII                 | 1937 - 1940 |
| Rubén Figueroa Figueroa                 |                     | XXXVIII                | 1940 - 1943 |
| Carlos F. Carranco Cardoso              |                     | XXXIX                  | 1943 - 1946 |
| Nabor Adalberto Ojeda Caballero         |                     | XL                     | 1946 - 1949 |
| Alfonso L. Nava                         |                     | XLI                    | 1949 - 1952 |
| Jesús Mastachi Román                    |                     | XLII                   | 1952 - 1955 |
| Jorge Soberón Acevedo                   |                     | XLIII                  | 1955 - 1958 |
| Macrina Rabadán Santana                 |                     | XLIV                   | 1958 - 1961 |
| María López Díaz                        |                     | XLV                    | 1961 - 1964 |
| Rubén Figueroa Figueroa                 |                     | XLVI                   | 1964 - 1967 |
| Humberto Acevedo Astudillo              |                     | XLVII                  | 1967 - 1970 |
| Jaime Pineda Salgado                    |                     | XLVIII                 | 1970 - 1973 |
| Píndaro Uriostegui Miranda              |                     | XLIX                   | 1973 - 1976 |
| Isaías Duarte Martínez                  |                     | L                      | 1976 - 1979 |
| Porfirio Camarena Castro                |                     | LI                     | 1979 - 1982 |
| José Martínez Morales                   |                     | LII                    | 1982 - 1985 |
| Porfirio Camarena Castro                |                     | LIII                   | 1985 - 1988 |
| Félix Salgado Macedonio                 |                     | LIV                    | 1988 - 1991 |
| Porfirio Camarena Castro                |                     | LV                     | 1991 - 1994 |
| Píndaro Uriostegui Miranda              |                     | LVI                    | 1994 - 1997 |
| Miguel Villarreal Díaz                  |                     | LVII                   | 1997 - 2000 |
| Flor Añorve Ocampo                      |                     | LVIII                  | 2000 - 2003 |
| Álvaro Burgoa                           |                     | LIX                    | 2003 - 2006 |
| Modesto Brito González                  |                     | LX                     | 2006 - 2009 |
| Esteban Albarrán Mendoza                |                     | LXI                    | 2009 - 2012 |
| Marino Miranda Salgado                  |                     | LXII                   | 2012 - 2015 |
| Salomón Majul González                  |                     | LXIII                  | 2015 - 2018 |
| Araceli Ocampo Manzanares               |                     | LXIV                   | 2018 -      |
| Araceli Ocampo Manzanares               | LXV                 |                        | 2018 -      |

## Resultados electorales

### 2018
|  | 23.41 % |

|  | 27.83 % |

|  | 43.57 % |

|  | 23.20 % |

|  | 21.45 % |

|  | 15.40 % |

|  | 10.35 % |

|  | 3.48 % |

|  | 0.06 % |

|  | 5.11 % |

|  | 100.00 % |

### 2009
| Elecciones federales de 2009 | Elecciones federales de 2009                         | Elecciones federales de 2009 | Elecciones federales de 2009  | Elecciones federales de 2009 | Elecciones federales de 2009 |
| Partido/Coalición            | Partido/Coalición                                    | Candidato                    | Candidato                     | Votos                        | Porcentaje                   |
| ---------------------------- | ---------------------------------------------------- | ---------------------------- | ----------------------------- | ---------------------------- | ---------------------------- |
|                              | Partido Acción Nacional Partido Alianza por Guerrero |                              | Víctor Uribe Landa            |                              |                              |
|                              | Partido Revolucionario Institucional                 |                              | Esteban Albarrán Mendoza      |                              |                              |
|                              | Partido de la Revolución Democrática                 |                              | Justino Carvajal Salgado      |                              |                              |
|                              | Coalición Salvemos a México (PT, Convergencia)       |                              | José Isaac Carachure Salgado  |                              |                              |
|                              | Partido Verde Ecologista de México                   |                              | Isaac Ocampo Fernández        |                              |                              |
|                              | Nueva Alianza                                        |                              | Jorge Roberto Espinosa García |                              |                              |
|                              | Partido Socialdemócrata                              |                              | Baltazar Patiño Urióstegui    |                              |                              |